# František Řezníček (fotograf)
František Řezníček (23. května 1954 Palkovice – 1. července 2007 Hukvaldy) byl známý ostravský fotograf a galerista.

## Život
Fotografoval především kulturní akce zejména na území Ostravska (Mezinárodní hudební festival Janáčkovy Hukvaldy, Folklor bez hranic,…), byl dlouholetým spolupracovníkem ostravských divadelních scén. Pracoval také pro regionální média (Moravskoslezský deník, OstravaBlog,…) a statutární město Ostravu. Pro městský obvod Mariánské Hory a Hulváky pořídil snímky do publikace vydané ke stému výročí povýšení na město. Svá díla rovněž vystavoval (např. ve foyer ostravské Nové radnice). Byl předsedou Fotoklubu Ostrava.[zdroj?]
1. července 2007 odpoledne se při orchestrálním koncertu Institutu pro umělecká studia Ostravské univerzity zřítil z ochozu motty hukvaldského hradu. Pád z více než devítimetrové výšky nepřežil. Neštěstí se stalo přímo před zraky návštěvníků festivalu. Fotograf se snažil získat snímky orchestru ze zákulisí, proto i přes zákaz vstupu vylezl na hradní zídku. Ačkoliv byli přímo na místě dva lékaři, nedokázali mu již pomoci.[zdroj?]